# Marley Aké
Marley Aké (Béziers, 5 gennaio 2001) è un calciatore francese, centrocampista dell'Yverdon.

## Biografia
Nato in Francia, ha la cittadinanza ivoriana per via delle origini della madre.

## Caratteristiche tecniche
È un esterno sinistro, di piede destro, dotato di buona tecnica individuale e velocità che utilizza per accentrarsi e calciare in porta. È stato talvolta schierato come ala e come terzino destro.

## Carriera

### Club

#### Gli inizi
Cresciuto nel settore giovanile dell'Olympique Marsiglia, debutta in prima squadra il 29 settembre 2019 disputando l'incontro di Ligue 1 pareggiato 1-1 contro il Rennes.

#### Juventus e vari prestiti
Il 28 gennaio 2021 viene acquistato dalla Juventus, nell'ambito di uno scambio che porta in Francia lo juventino Franco Tongya, e inserito nella rosa della Juventus U23, la seconda squadra bianconera allenata da Lamberto Zauli. Tre giorni dopo fa il suo esordio nel campionato di Serie C, subentrando ad Andrea Brighenti nei minuti finali della sfida contro la Giana Erminio. Il 3 marzo mette a segno la prima rete, siglando nei minuti di recupero il decisivo 2-1 al Novara. 
Confermato nei ranghi della Juventus U23 per la stagione seguente, nella stessa comincia ad essere occasionalmente aggregato alla prima squadra guidata da Massimiliano Allegri. Il 18 gennaio 2022 esordisce con quest'ultima, nel successo casalingo in Coppa Italia contro la Sampdoria, procurandosi il calcio di rigore con cui i torinesi realizzano il definitivo 4-1; pochi giorni dopo viene promosso in pianta stabile nei ranghi della prima squadra. Debutta in Serie A il successivo 13 febbraio, subentrando ad Álvaro Morata nella gara pareggiata 1-1 sul terreno dell'Atalanta.
Il 31 gennaio 2023, viene ceduto in prestito semestrale al Digione, in Ligue 2.
Il successivo 7 agosto, passa in prestito all'Udinese, in Serie A. Debutta con la squadra friulana il 6 ottobre 2023, subentrando ad Hassane Kamara all'81' dell'incontro pareggiato a reti inviolate sul campo dell'Empoli.

#### Yverdon
Il 18 gennaio 2024, dopo essere stato richiamato dal prestito all'Udinese, viene contestualmente ceduto a titolo temporaneo all'Yverdon, nella massima serie svizzera, fino al termine della stagione.
Inizialmente rientrato a Torino, l'8 agosto 2024 Aké viene acquistato a titolo definitivo dal club svizzero.

### Nazionale
Nel 2017 ha giocato una partita con la nazionale francese Under-19.

## Statistiche

### Presenze e reti nei club
Statistiche aggiornate al 22 maggio 2025.
| Stagione                     | Squadra                      | Campionato                   | Campionato | Campionato | Coppe nazionali | Coppe nazionali | Coppe nazionali | Coppe continentali | Coppe continentali | Coppe continentali | Altre coppe | Altre coppe | Altre coppe | Totale | Totale | Totale |
| Stagione                     | Squadra                      | Comp                         | Pres       | Reti       | Comp            | Pres            | Reti            | Comp               | Pres               | Reti               | Comp        | Pres        | Reti        | Pres   | Reti   |        |
| ---------------------------- | ---------------------------- | ---------------------------- | ---------- | ---------- | --------------- | --------------- | --------------- | ------------------ | ------------------ | ------------------ | ----------- | ----------- | ----------- | ------ | ------ | ------ |
| 2018-2019                    | Olympique Marsiglia 2        | N3                           | 30         | 7          | -               | -               | -               | -                  | -                  | -                  | -           | -           | -           | 30     | 7      |        |
| 2019-2020                    | Olympique Marsiglia 2        | N3                           | 7          | 7          | -               | -               | -               | -                  | -                  | -                  | -           | -           | -           | 7      | 7      |        |
| Totale Olympique Marsiglia 2 | Totale Olympique Marsiglia 2 | Totale Olympique Marsiglia 2 | 37         | 14         |                 | 0               | 0               |                    | 0                  | 0                  |             | -           | -           | 37     | 14     |        |
| 2019-2020                    | Olympique Marsiglia          | L1                           | 9          | 0          | CF+CdL          | 3+1             | 0               | -                  | -                  | -                  | -           | -           | -           | 13     | 0      |        |
| 2020-gen. 2021               | Olympique Marsiglia          | L1                           | 9          | 0          | CF              | 0               | 0               | UCL                | 4                  | 0                  | SF          | 0           | 0           | 13     | 0      |        |
| Totale Olympique Marsiglia   | Totale Olympique Marsiglia   | Totale Olympique Marsiglia   | 18         | 0          |                 | 4               | 0               |                    | 4                  | 0                  |             | -           | -           | 26     | 0      |        |
| gen.-giu. 2021               | Juventus U23/Next Gen        | C                            | 16+1       | 2          | -               | -               | -               | -                  | -                  | -                  | -           | -           | -           | 17     | 2      |        |
| 2021-2022                    | Juventus U23/Next Gen        | C                            | 25         | 5          | CI-C            | 1               | 0               | -                  | -                  | -                  | -           | -           | -           | 26     | 5      |        |
| 2022-gen. 2023               | Juventus U23/Next Gen        | C                            | 4          | 0          | CI-C            | 1               | 0               | -                  | -                  | -                  | -           | -           | -           | 5      | 0      |        |
| Totale Juventus U23/Next Gen | Totale Juventus U23/Next Gen | Totale Juventus U23/Next Gen | 46         | 7          |                 | 2               | 0               |                    | -                  | -                  |             | -           | -           | 48     | 7      |        |
| 2021-2022                    | Juventus                     | A                            | 4          | 0          | CI              | 2               | 0               | UCL                | -                  | -                  | SI          | 0           | 0           | 6      | 0      |        |
| 2022-gen. 2023               | Juventus                     | A                            | 0          | 0          | CI              | 0               | 0               | UCL                | 0                  | 0                  | -           | -           | -           | 0      | 0      |        |
| Totale Juventus              | Totale Juventus              | Totale Juventus              | 4          | 0          |                 | 2               | 0               |                    | 0                  | 0                  |             | 0           | 0           | 6      | 0      |        |
| gen.-giu. 2023               | Digione                      | L2                           | 14         | 3          | CF              | -               | -               | -                  | -                  | -                  | -           | -           | -           | 14     | 3      |        |
| 2023-gen. 2024               | Udinese                      | A                            | 1          | 0          | CI              | 2               | 0               | -                  | -                  | -                  | -           | -           | -           | 3      | 0      |        |
| gen.-giu. 2024               | Yverdon                      | SL                           | 17         | 2          | CS              | 0               | 0               | -                  | -                  | -                  | -           | -           | -           | 17     | 2      |        |
| 2024-2025                    | Yverdon                      | SL                           | 34         | 7          | CS              | 3               | 0               | -                  | -                  | -                  | -           | -           | -           | 37     | 7      |        |
| Totale Yverdon               | Totale Yverdon               | Totale Yverdon               | 51         | 9          |                 | 3               | 0               |                    | -                  | -                  |             | -           | -           | 54     | 9      |        |
| Totale carriera              | Totale carriera              | Totale carriera              | 171        | 33         |                 | 13              | 0               |                    | 4                  | 0                  |             | -           | -           | 188    | 33     |        |